# Mieczysław Ledóchowski

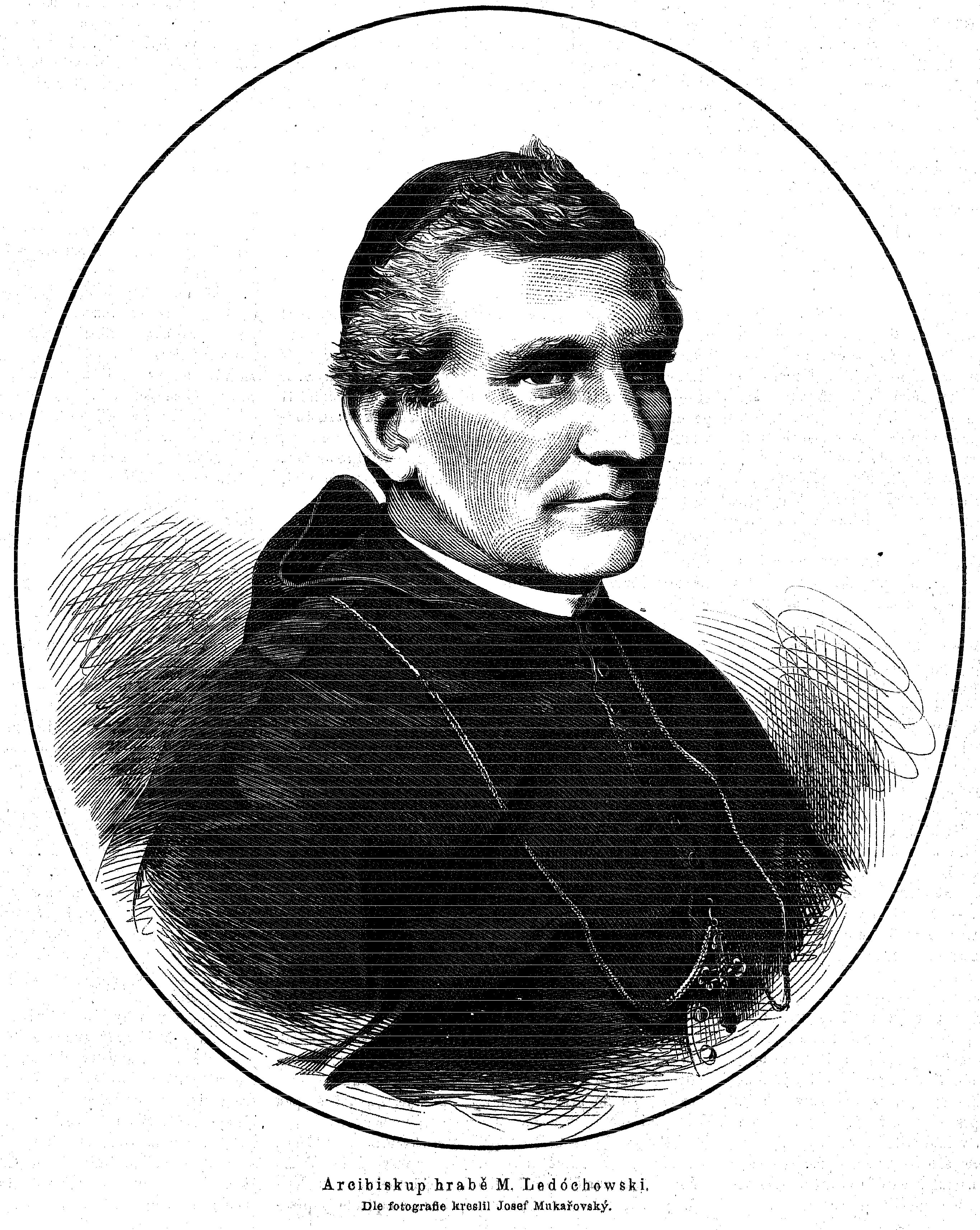
Mieczysław Ledóchowski (1876)

Mieczysław Halka Ledóchowski, född 29 oktober 1822 i Górki, Polen, som då var under rysk överhöghet, död 22 juli 1902 i Rom, var en polsk greve, kardinal, jesuit och diplomat. Kardinal Ledóchowski var en central person i det katolska motståndet mot Kulturkampf.

## Biografi
Mieczysław Ledóchowski var son till greve Josef Ledóchowski och Maria Zakrzewska, samt farbroder till helgonet Ursula Julia Ledochowska, den saligförklarade Maria Theresa Ledochowska och Wlodimir Ledochowski, övergeneral för jesuitorden.
Efter studier vid Radom och Warszawa, inträdde han i Jesuitorden, varmed han studerade vid deras Accademia dei Nobili Ecclesiastici i Rom. 13 juli 1845 prästvigdes han. Efter att ha tjänat som påve Pius IX:s prelat, värvades han till Kyrkostatens diplomatkår, och var i den befattningen i Lissabon, Sydamerika, och Bryssel. 1861 utnämndes han till titulärbiskop av Thebe, och i december 1865 till ärkebiskop av Poznań och Gniezno samt primat över hela Polen. Polen var då delat mellan Tyskland, Ryssland och Österrike, och Posen-Gnesen under Preussens styrelse.
1873 började implementeringen av den tyska Kulturkampf i området, varmed polska förbjöds som undervisningsspråk. Ärkebiskop Ledóchowski protesterade häftigt emot detta, och slutligen skickade han ett cirkulär där han gav order om att tyska skulle användas i högre studier, men att polska skulle användas i undervisning av lägre klasser. Religiösa lärare åtlydde ärkebiskopens beslut, varmed de avsattes av preussiska staten. Efter flera böter för olaglig verksamhet krävde regeringen att Ledóchowski skulle avsättas. Ärkebiskopen svarade att ingen världslig makt hade mandat att frånta honom den makt han hade fått av Gud, och han fängslades då i Ostrów Wielkopolski i februari 1874. I mars utnämnde påven honom till kardinal, och i april förklarade regeringen honom vara avsatt. Han frigavs 1875 men bannlystes, varför han skötte sitt ämbete från Rom. Tio år senare avgick han. 1892 blev han prefekt för Propaganda fide och kvarblev i den befattningen till sin död. En officiell försoning mellan kardinalen och Preussen ägde rum 1893, då kejsar Wilhelm II av Tyskland besökte Rom.